# Cis Wallicha
Cis Wallicha (Taxus wallichiana Zucc.) – gatunek drzewa iglastego należący do rodziny cisowatych. Naturalnie występuje w Azji, na terenie Chin, Tajwanu, Nepalu i Laosu. Rzadziej można go spotkać w Europie i Ameryce Północnej. Jest uprawiany niemal wyłącznie w ogrodach botanicznych i arboretach.

## Morfologia
Pokrój
Stożkowy, szeroki. Dorasta do 20 m wysokości. Drzewo najczęściej niewielkie lub średnie. Korona gęsta i krępa.
Pień
Kora czerwonobrązowa, pokryta purpurowymi płatami, u dojrzałych osobników łuszcząca się.
Liście
Igły wąskie i długie, do 5 cm długości. Sierpowato zakrzywione i zaostrzone.
Kwiaty
Roślina dwupienna, wiatropylna. Kwiaty męskie niepozorne, żółtozielone, kwitnie wiosną.
Nasiona
Jajowate, kanciaste, do 6,5 mm długości. Otoczone są czerwoną, mięsistą osnówką, z czasem ciemniejącą. Dojrzewają późnym latem lub jesienią.

## Biologia i ekologia
W Indiach i Himalajach stanowi gatunek pospolity, gdzie tworzy zwarte grupy krzewów. Wszystkie części rośliny, poza czerwoną osnówką są trujące. Podobnie jak w przypadku cisu pospolitego może być łatwo rozprzestrzeniany przez ptaki i szybko kiełkować w sporych ilościach w odpowiednich miejscach. Gatunek żywotny, długowieczny.
W ciągu ostatnich lat nastąpił znaczący spadek populacji tego gatunku na świecie, przez co jest zagrożony wyginięciem.

## Zastosowanie
Drewno twarde, elastyczne o pięknym rysunku.